# 卡劳巴什
卡劳巴什是巴西帕拉伊巴州的一个市镇。总面积445.575平方公里，总人口3808人，人口密度8.5人/平方公里。